# Noda (Chiba)
Noda (Japans: 野田市, Noda-shi) is een Japanse stad in het noordwesten van de prefectuur Chiba. Na de fusie met Sekiyadomachi 関宿町 op 6 juni 2003 werd Noda de meest noordelijke en westelijke gemeente van de prefectuur. De stad heeft een oppervlakte van 103,54 km² en telt ongeveer 153.375 inwoners. Hoofd van de gemeente is Takashi Nemoto (Jap.: Nemoto Takashi 根本崇).
Noda is centraal gelegen in de Kanto-vlakte en wordt aan drie zijden door waterwegen omgeven: de rivieren de Tone en de Edo in het oosten respectievelijk het westen, en het kanaal van de rivier de Tone in het zuiden. De genoemde rivieren grenzen de stad tevens af van twee prefecturen: Ibaraki in het oosten en Saitama in het westen.
Door zijn strategische ligging aan diverse waterwegen ontwikkelde Noda zich aanvankelijk als een regionaal transportcentrum. Sedert de vroege Edo-periode verwierf de plaats vermaardheid om haar shoyu-brouwerijen, en mettertijd groeide de gemeente, thuishaven van de Kikkoman Corporation, uit tot de grootste producent van shoyu (Japanse sojasaus) in het Kanto-gewest. Te Noda is voorts de campus gevestigd van de Tokyo University of Science, een particuliere instelling voor exacte wetenschappen. Het Shimizu-park werd uitgeroepen tot een van de honderd mooiste kersentuinen van Japan.
Noda, dat sedert 3 mei 1950 na samenvoeging met drie buurgemeenten tot stad gereorganiseerd werd, werd binnen het kader van bestuurlijke herindeling met drie deelgemeenten uitgebreid: de dorpen Fukuda 福田 en Kawama 川間 maken sinds 1 april 1957 deel uit van de stad, en op 6 juni 2003 was er de fusie van Sekiyadomachi.